# Zhengzhou Greenland Central Plaza
Zhengzhou Greenland Central Plaza ist ein aus zwei Zwillingstürmen bestehender Gebäudekomplex in Zhengzhou, China.
Beide Türme sind mit 63 Etagen auf 284 Metern gleich groß. Mit Abschluss der Bauarbeiten im Jahr 2016 hat es das Zhengzhou Greenland Plaza als höchstes Gebäude in Zhengzhou abgelöst.